# Фтія І
Фтія І (дав.-гр. Φθία)  - дружина епірського царя Адмета (V століття до н. е.), мати Таріпа.

## Біографія
Фтія вийшла заміж за Адмета, який вважається історичним засновником царського роду Піррідів. У цьому шлюбі у подружжя народився син Таріп.
В цей час Фемістокл, вигнаний з рідного поліса і переслідуваний своїми афінськими і спартанськими політичними противниками, прибув з Керкири в Епір. Коли Фемістокл перебував при владі, він раніше відмовив царю молоссів в допомозі, проте, спробував довіритися його великодушності.
За словами Плутарха і Фукідіда, Фтія, якій назвали ім'я гостя, порадила взяти її маленького сина на руки і сісти біля вогнища. Таке прохання не допускало у молоссів відмову в наданні захисту як гості, що Адмет після повернення і зробив. Втім, той же Плутарх відзначає, що, можливо, «сам Адмет вигадав і розіграв цю урочисту сцену моління, щоб перед переслідувачами виправдати релігійними причинами неможливість видачі».
Також і Корнелій Непот інакше оповідає про ці події, стверджуючи, що Фемістокл «не застав царя на місці і тоді, бажаючи, щоб той не тільки прийняв його, але і подбав про нього цілком сумлінно, викрав його маленьку дочку і зник з нею в особливо шанованому святилищі. Звідти він вийшов не раніше, ніж цар прийняв його під своє заступництво».